# Честерфилд (округ, Южная Каролина)
Округ Честерфилд (англ. Chesterfield County) располагается в штате Южная Каролина, США. Официально образован в 1785 году. По состоянию на 2010 год, численность населения составляла 46 734 человека.

## География
В соответствии с данными указанными на сайте центрального статистического органа страны — Бюро переписи населения США, общая площадь округа равняется 2087,542 км2, из которых 2069,412 км2 приходится на сушу и 18,130 км2 или 0,89% занимает водная поверхность.

## Население
По данным переписи населения 2000 года в округе проживает 42 768 жителей в составе 16 557 домашних хозяйств и 11 705 семей. Плотность населения составляет 21,00 человек на км2. На территории округа насчитывается 18 818 жилых строений, при плотности застройки около 9,00-ти строений на км2. Расовый состав населения: белые — 64,34 %, афроамериканцы — 33,22 %, коренные американцы (индейцы) — 0,34 %, азиаты — 0,30 %, гавайцы — 0,02 %, представители других рас — 1,04 %, представители двух или более рас — 0,75 %. Испаноязычные составляли 2,27 % населения независимо от расы.
В составе 33,40 % из общего числа домашних хозяйств проживают дети в возрасте до 18 лет, 49,60 % домашних хозяйств представляют собой супружеские пары проживающие вместе, 16,30 % домашних хозяйств представляют собой одиноких женщин без супруга, 29,30 % домашних хозяйств не имеют отношения к семьям, 25,90 % домашних хозяйств состоят из одного человека, 10,00 % домашних хозяйств состоят из престарелых (65 лет и старше), проживающих в одиночестве. Средний размер домашнего хозяйства составляет 2,54 человека, и средний размер семьи 3,05 человека.
Возрастной состав округа: 26,60 % моложе 18 лет, 8,50 % от 18 до 24, 29,00 % от 25 до 44, 23,90 % от 45 до 64 и 23,90 % от 65 и старше. Средний возраст жителя округа 36 лет. На каждые 100 женщин приходится 93,20 мужчин. На каждые 100 женщин старше 18 лет приходится 90,00 мужчин.
Средний доход на домохозяйство в округе составлял 29 483 USD, на семью — 36 200 USD. Среднестатистический заработок мужчины был 30 205 USD против 20 955 USD для женщины. Доход на душу населения составлял 14 233 USD. Около 16,70 % семей и 20,30 % общего населения находились ниже черты бедности, в том числе — 24,70 % молодежи (тех, кому ещё не исполнилось 18 лет) и 24,20 % тех, кому было уже больше 65 лет.